# Carola Schneider
Carola Schneider (født 11. marts 1993) er en kvindelig dansk fodboldspiller der spiller forsvar for Kolding Q i Gjensidige Kvindeligaen og har tidligere spillet for Danmarks U/19-kvindefodboldlandshold. Hun har også tidligere spiller college-fodbold i USA på Lindsey Wilson College i 2013, indtil hun skiftede hjem til Kolding Q i 2015.
Hun deltog ved U/19-EM i fodbold for kvinder 2012 i Tyrkiet.

## Meritter

### Klub
Kolding Q
- DBUs Landspokalturnering for kvinder
  - Sølv: 2018